# Черненко Марфа Дем'янівна
Ма́рфа Дем'я́нівна Черне́нко (1909 , Дубіївка, Черкаський повіт, Київська губернія, Російська імперія  — не пізніше січень 1944 ) — українська радянська діячка, селянка, ланкова-«семисотенниця». Депутат Верховної Ради УРСР 1-го скликання (1938–1944).

## Біографія
Народилася 1909 року в багатодітній родині селянина-бідняка в селі Дубіївка, тепер Черкаський район, Черкаська область, Україна. Навчалася у сільській початковій школі. З юних років пасла худобу, наймитувала, працювала у власному господарстві. Потім була хатньою робітницею у місті Черкаси.
1929 року повернулася до рідного села та вступила до колгоспу «Червона Армія» (імені Червоної Армії) села Дубіївки Смілянського району. Спершу працювала вихователькою у колгоспі, потім — колгоспницею бурякової ланки, а з 1935 року — ланковою колгоспу. Вирощувала високі врожаї буряків: у 1937 році зібрала 702 центнери цукрових буряків з гектара. Закінчила агрономічну школу.
26 червня 1938 року обрана депутатом Верховної Ради УРСР 1-го скликання по Смілянській виборчій окрузі № 101 Київської області.
З 1938 року — голова колгоспу «Червона Армія» села Дубіївки Смілянського району Київської області.
Під час німецько-радянської війни залишилася в селі на окупованій території, розстріляна німцями не пізніше січня 1944 року.

## Нагороди
- медаль «За трудову доблесть» (7.02.1939)